# Siedliska Żmigrodzkie
Siedliska Żmigrodzkie – wieś w Polsce położona w województwie podkarpackim, w powiecie jasielskim, w gminie Nowy Żmigród.
| SIMC    | Nazwa   | Rodzaj    |
| ------- | ------- | --------- |
| 0357311 | Kasztel | część wsi |

W latach 1975–1998 miejscowość administracyjnie należała do województwa krośnieńskiego.